# Qingtuoying
Qingtuoying (kinesiska: 青坨营镇, 青坨营) är en köping i Kina. Den ligger i provinsen Hebei, i den norra delen av landet, omkring 220 kilometer öster om huvudstaden Peking. Antalet invånare är 28 011. Befolkningen består av 13 688 kvinnor och 14 323 män. Barn under 15 år utgör 15,0 %, vuxna 15-64 år 72 %, och äldre över 65 år 12,0 %.
Genomsnittlig årsnederbörd är 771 millimeter. Den regnigaste månaden är augusti, med i genomsnitt 202 mm nederbörd, och den torraste är januari, med 3 mm nederbörd.